# Saint-Léonard-en-Beauce
Saint-Léonard-en-Beauce ist eine französische Gemeinde mit 638 Einwohnern (Stand: 1. Januar 2022) im Département Loir-et-Cher in der Region Centre-Val de Loire; sie gehört zum Arrondissement Blois und zum Kanton La Beauce. 

## Geographie
Die Gemeinde Saint-Léonard-en-Beauce liegt etwa 27 Kilometer nördlich von Blois am Rande der Bördelandschaft Beauce. Umgeben wird Saint-Léonard-en-Beauce von den Nachbargemeinden Beauce la Romaine im Norden, Autainville im Nordosten, Marchenoir im Osten, Le Plessis-l’Échelle im Osten und Südosten, La Madeleine-Villefrouin und Maves im Süden, Oucques La Nouvelle im Westen sowie Vievy-le-Rayé im Nordwesten.

## Bevölkerungsentwicklung
| Jahr                       | 1962 | 1968 | 1975 | 1982 | 1990 | 1999 | 2006 | 2012 | 2021 |
| -------------------------- | ---- | ---- | ---- | ---- | ---- | ---- | ---- | ---- | ---- |
| Einwohner                  | 658  | 646  | 570  | 571  | 522  | 538  | 600  | 638  | 642  |
| Quellen: Cassini und INSEE |      |      |      |      |      |      |      |      |      |

## Sehenswürdigkeiten

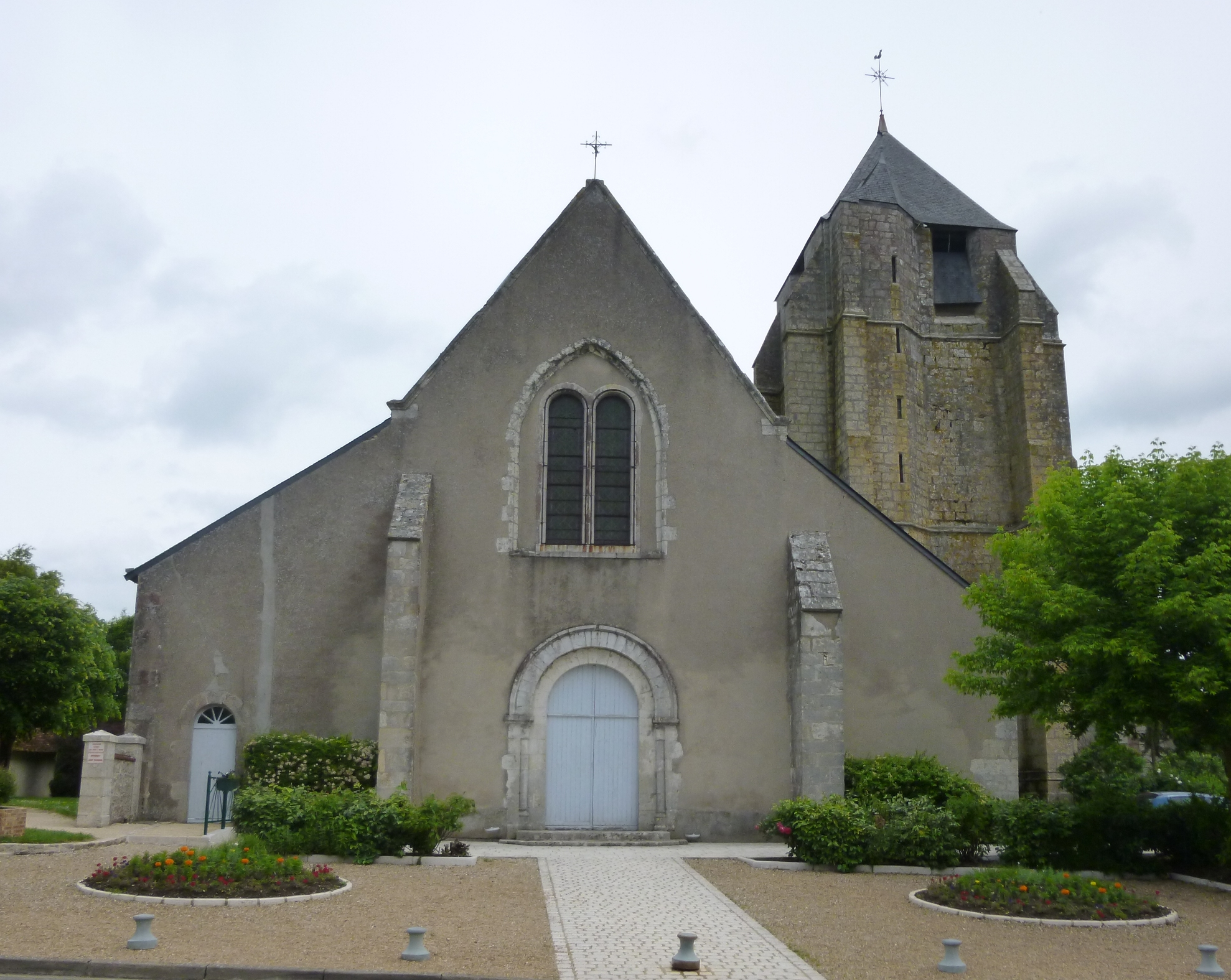
Kirche Saint-Léonard

- Kirche Saint-Léonard
- Rathaus mit Park